# Norantea obovata
Norantea obovata là một loài thực vật có hoa trong họ Marcgraviaceae. Loài này được G. Don mô tả khoa học đầu tiên năm 1831.